# Frédéric II (duc d'Autriche)
Pour les articles homonymes, voir Frédéric II.
 (janvier 2025).
Frédéric II, dit le Querelleur ou le Batailleur (en allemand : Friedrich der Streitbare), né le 25 avril 1211 à Wiener Neustadt et mort le 15 juin 1246 sur les bords de la Leitha, fut le dernier duc d'Autriche et de Styrie de la maison de Babenberg régnant de 1230 jusqu' à sa mort sur le champ de bataille. Son décès marque le début de l'interrègne autrichien et d'une dure lutte de succession dans laquelle le roi Ottokar II de Bohême a tout d'abord pu s'imposer.

## Biographie

### Famille

Les duchés d'Autriche (en rouge) et de Styrie (strié) au XIIIe siècle.

Frédéric est le deuxième fils survivant du duc Léopold VI d'Autriche (1176-1230) et de son épouse la princesse byzantine Théodora († 1246), un membre de la famille Ange parent de l'empereur Isaac II. Dans un premier temps, en 1194, son père avait reçu la Styrie ; après la mort de son frère aîné Frédéric Ier en 1198, il régna aussi sur le duché d'Autriche. 
Sa première épouse était la princesse byzantine Eudoxie (Sophie, † 1247 ou 1253), issue de la famille des Lascaris, fille de l'empereur Théodore Ier. Selon les chroniques d'Aubry de Trois-Fontaines, le mariage a eu lieu pendant la sixième croisade, en 1229 ; toutefois, le mariage est déclaré nul par le patriarche de Constantinople, pour cause de parenté par alliance entre les fiancés. Frédéric épouse en deuxièmes noces Agnès d'Andechs († vers 1263), fille du duc Othon Ier de Méranie, mais le couple n'a pas d'enfant et le mariage est également déclaré nul en 1243. Agnès apporta en mariage des propriétés importantes en Carniole et dans la marche windique.

### Règne
La mort de son frère aîné Henri en 1228 fait de Frédéric le seul héritier des deux duchés d'Autriche et de Styrie. Deux ans plus tard, son père meurt en Italie et Frédéric lui succède. Fier de son ascendance byzantine, le jeune duc fut bientôt connu sous le nom de querelleur en raison des guerres fréquentes menées contre ses voisins, la Bavière et la Bohême, et notamment le royaume de Hongrie à l'est. Même ses ministériels de la noble famille autrichienne Kuenring, qui avaient été jusqu'ici fidèles à la maison régnante, se sont révoltés dès le début de son règne. 
Mais le plus grave étaient ses différends avec l'empereur Frédéric II de Hohenstaufen à cause du soutien qu'il accorde au duc Henri II de Souabe, fils rebelle de l'empereur et mari de sa sœur Marguerite. Convoqué à la Diète impériale à Mayence, le duc refuse de comparaître en 1232 et 1235. Ce geste lui valut une mise au ban de l'empire et le roi Venceslas Ier de Bohême fut autorisé à envahir les terres autrichiennes. La résidence ducale de Vienne ouvre ses portes devant les forces bohémiennes et bavaroises et devient ville libre impériale pendant un certain temps. Cependant, le duc expulsé réussit à maintenir sa position sur une partie de ses domaines autour de Wiener Neustadt.
En 1239, s'opère un changement dans la politique impériale et le duc Frédéric devient l'un des plus importants alliés de l'empereur. Le conflit avec la Bohême est réglé par la promesse d'un mariage de la nièce de Frédéric, Gertrude de Babenberg, avec le margrave Vladislav III de Moravie, fils aîné du roi Venceslas Ier. Parallèlement, des négociations avec l'empereur portent sur l'élévation de Vienne en tant qu'évêché (qui n'a eu lieu qu'en 1469) et la création d'un royaume d'Autriche-Styrie au profit de Frédéric, à condition que sa nièce Gertrude, âgée de 16 ans, épouse l'empereur veuf pour la troisième fois. Toutefois, la jeune fille refusera et épousera son premier fiancé Vladislav.

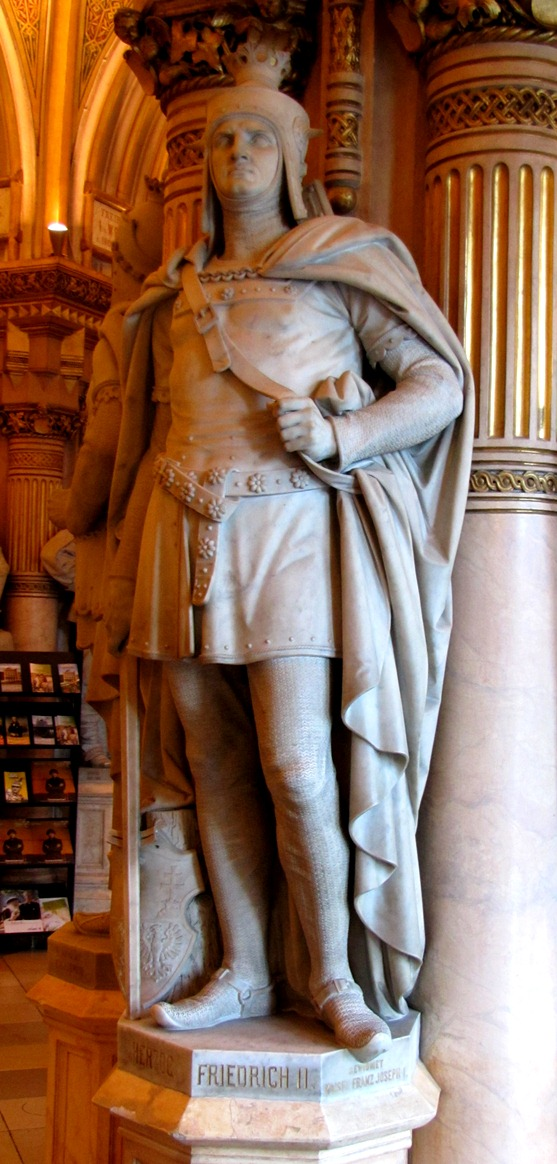
Statue de Frédéric II au musée d'histoire militaire de Vienne, créée par Josef Gasser en 1870.

Tous les plans ambitieux du duc Fréderic sont anéantis par sa mort à la bataille de la rivière Leitha (possiblement dans les domaines d'Ebenfurth et de Neufeld), dans un conflit frontalier avec le roi Béla IV de Hongrie. Il est enterré dans la salle capitulaire de l'abbaye de Heiligenkreuz.

## Succession
La mort de Frédéric sans héritier direct ouvrit un long conflit entre plusieurs candidats désireux de s'emparer du puissant duché d'Autriche. Normalement, l'héritage d'un fief d'Empire tombé en déshérence devait revenir à l'empereur, mais le Privilegium Minus de 1156 permet la succession du côté féminin, notamment de sa sœur Marguerite et de sa nièce Gertrude. L'empereur Frédéric II chargea le duc Othon II de Bavière de gérer le patrimoine des Babenberg.
Le mariage de Gertrude avec Vladislav III ne dura que quelques mois jusqu'à la mort du margrave en 1247. L'année suivante, Gertrude se marie au margrave Hermann VI de Bade et elle enfanta un fils, Frédéric. Néanmoins, ni le régent Othon de Bavière, ni l'héritier d'Hermann de Bade n'ont pu s'imposer. En 1250, Hermann meurt, suivi peu après par l'empereur Frédéric II de Hohenstaufen. Profitant de la crise provoquée par le Grand Interrègne, Ottokar met la main sur les duchés d'Autriche et de Styrie, au détriment de son rival le roi Béla IV de Hongrie. Afin de légitimer ses prétentions, il épousa la sœur de Frédéric II d'Autriche, Marguerite de Babenberg, veuve de Henri II de Souabe, le 11 février 1152 au château de Hainburg ; sa femme a presque trente ans de plus que lui.
La montée d'Ottokar II a finalement échoué lors de la bataille pour la couronne de l'Empire. Après son accession au pouvoir, Rodolphe de Habsbourg, élu roi des Romains en 1273, entreprit de récupérer à son profit l'héritage des Babenberg. Le roi de Bohême fut vaincu et tué à la bataille de Marchfeld en 1278.